# تلخاب (فراهان)
تَلخاب شهری از توابع بخش مرکزی شهرستان فراهان در استان مرکزی است. چشمه ای در کنار مسجد این شهر وجود دارد که کمی گاز دار و مزه دار است. چندان تلخ نیست و شاید به همین دلیل نام این منطقه تلخاب گزین شده است. برای دسترسی به چشمه چند پلکان سنگی درست شده است که سقف دارد. حدود سه متر پایین تر از سطح جاده است. لوله ای از چشمه بیرون آورده شده است و حوضی مستطیلی و تمیز که مردم برای پر کردن آب حاضر می شوند. زبان اکثریت مردم تلخاب زبان خلجی می‌باشد.زبان خلجی با ترکی تفاوتهایی دارد. مثلن واژه گل (بر وزن در؛ دروازه) به ترکی یعنی بیا و به زبان خلجی گفته می شود یک (بر وزن فک) مخروبه هایی کاهگلی بر روی صخره های کوهستانی هنوز باقیمانده است و تلخاب شهری بر بلندی است. تلخاب براساس مصوبهٔ هیئت وزیران در ۱۳ آبان ۱۳۹۷ از روستا به شهر تبدیل شد.

## جمعیت
بر اساس سرشماری سال ۱۳۹۵ جمعیت این شهر ۳،۶۸۱ نفر (۱۱۶۲ خانوار) بوده‌است؛ که از این میان ۱۸۶۰ نفر مرد و ۱۸۲۱ نفر زن هستند.

## موقعیت جغرافیایی و آب‌وهوا
تلخاب تا شهر فرمهین ۳۱، تا اراک ۷۶ و تا تفرش ۷۶ کیلومتر فاصله دارد. ارتفاع شهر تلخاب از سطح دریا ۱۹۶۵ متر و آب‌وهوای آن معتدل مایل به سرد است. وسعت این شهر حدود ۲۰۰ کیلومتر مربع است.

### همسایه‌ها
تلخاب از شمال با روستای آرزومند و از جنوب با روستای شیرین‌آباد و شتریه، از شرق با روستای چاقر، فشک و کاظم‌آباد و از غرب با شهر خنجین و روستای رکین و ضیاآباد همسایه است.

### زبان
زبان اصلی این شهر زبان خلجی است و به علت همجواری با روستاهای  دیگر، زبان ترکی آذربایجانی نیز در این منطقه رواج دارد.

### خاندان
جمعیت این شهر از چندین طایفه تشکیل شده‌ است. از جمله: نظری، جعفری، حاتم‌خانی، تمرچی، تکنه‌ای، عابدینی، شیرخوان، علی‌حسینی.

### کوه‌ها
از کوه‌های این شهر می‌توان به کوه پریز (فیروز) و پیرک در شمال تلخاب، کوه یلان تپه در جنوب غربی، کوه یوزلیک تپه در شرق و کوه دربند چسبیده به شهر و کوه قارشو، تپه دونه و قوش قیه سی اشاره کرد.

### غارها
در غرب تلخاب دو غار با نام‌های بالا دام دام (دام دام کوچک) و یکه دام دام (دام دام بزرگ) وجود دارد که حدود ۱۵۰۰ متر از هم فاصله دارند و پیشینیان معتقد بودند این دو به هم متصل هستند. برخی دیگر از اهالی معتقدند که زیر این شهر غار بزرگی وجود دارد که دهانه آن هنوز پیدا نشده‌است. برای اثبات این مدعا می‌توان به چاه‌هایی که اهالی کنده‌اند و زیر آن‌ها خالی شده و به دالان‌های بزرگی رسیده‌است، اشاره کرد.
گسل معروف تلخاب نیز با همین نام معروف است.

### مزارع
این شهر تعداد ۸۵ مزرعه دارد. از جمله: مکینه، تکنه، یوسف‌آباد، کیت کمر، قاراکمر و گاداملوق.

### آب معدنی
چشمه آب معدنی گازدار این شهر که در مرکز آن قرار دارد. آب این چشمه در تمام فصول سال جاری است و مردم شهر از گذشته‌های دور از آن برای آشامیدن استفاده می‌کرده‌اند. با وجود ایجاد شبکه آب لوله‌کشی، بسیاری از مردم شهر هنوز هم از آب این چشمه برای آشامیدن و تهیه دوغ سنتی استفاده می‌کنند. نام تلخاب نیز به دلیل ته‌مزهٔ تلخی است که آب این چشمه دارد.